# Liste des partis politiques au Nigeria
Le Nigeria est un État multipartite.

## Quatrième république (depuis 1999)
- Alliance pour la démocratie (Nigeria)
- Grande alliance progressiste
- Nouveaux démocrates
- Parti de tout le peuple nigérian
- Parti de tout le peuple
- Parti démocratique populaire (PDP)
- Parti démocratique national
- Parti populaire de la rédemption
- Parti populaire du salut
- Parti communiste du Nigeria
- Parti des Bisons Bleus
- Parti des Oulala Wekba

## Première république (1960 – 1966)
- Parti communiste du Nigeria